# Ato de Quebec
O Ato de Quebec (francês: Acte de Québec), formalmente conhecido como British North America (Quebec) Act 1774, foi um ato do Parlamento da Grã-Bretanha (citação 14 Geo. III c. 83), estabelecendo procedimentos de governança na Província de Quebec. Os principais componentes do ato foram:
- O território da província foi expandido para ocupar parte da Reserva Indígena, incluindo grande parte do que hoje é o sul de Ontário, Illinois, Indiana, Michigan, Ohio, Wisconsin e partes de Minnesota;
- A referência à fé protestante foi removida do juramento de fidelidade;
- Garantiu a livre prática da fé católica;
- Restabeleceu o uso do direito civil francês para questões de direito privado, exceto que, de acordo com o direito comum inglês, concedeu liberdade ilimitada de testamento. Manteve o direito consuetudinário inglês para questões de direito público, incluindo recursos administrativos, procedimentos judiciais e processos criminais;
- Ele restaurou o direito da Igreja Católica de impor os dízimos.

O ato teve efeitos abrangentes, tanto na própria Quebec quanto nas Treze Colônias. Em Quebec, os imigrantes de língua inglesa das Treze Colônias se opuseram a uma variedade de suas disposições, que consideraram uma remoção de certas liberdades políticas. Os Canadenses variaram em sua reação; os seigneurs proprietários de terras e eclesiásticos, por exemplo, geralmente ficaram satisfeitos com suas previsões.
Nas Treze Colônias, a Lei de Quebec foi aprovada na mesma sessão do Parlamento como uma série de outros atos concebidos como punição para a revolta chamada Festa do Chá de Boston e outros protestos, que os patriotas americanos denominaram coletivamente de "Intolerable" ou, na Inglaterra, oficialmente de "Atos Coercitivos". As disposições da Lei de Quebec foram vistas pelos colonos como um novo modelo de administração nas colônias, que os privaria de suas assembleias auto-eleitas. Pareceu anular as reivindicações de terras das colônias, concedendo a maior parte do país de Ohio à província de Quebec. Os americanos também interpretaram o ato como um "estabelecimento" do catolicismo na colônia. Muitos americanos participaram da Guerra da França e dos Índios e agora viam as liberdades religiosas e as terras concedidas a seu antigo inimigo como uma afronta.